# ماكنزي هنت
ماكنزي هنت (14 نوفمبر 2001 في ليفربول في إنجلترا – )؛ هو لاعب كرة قدم إماراتي-إنجليزي يلعب كلاعب وسط في فليتوود تاون ومنتخب الإمارات.

## مسيرة اللاعب
انضم هانت في البداية إلى نادي إيفرتون عندما كان عمره 6 سنوات، لكنه انتقل إلى دبي مع عائلته قبل أن يعود إلى إيفرتون في سن 13 عامًا. لم يظهر أبدًا مع النادي وانضم إلى فليتوود تاون في يوليو 2024. و حصل على الجنسية الإماراتية في عام 2024 بعد ما عاش فيها لمدة 7 سنوات في السابق و انظم للمشاركة مع منتخب الإمارات.

## وصلات خارجية
- ماكنزي هنت على موقع ناشيونال فوتبول تيمز (الإنجليزية)
- ماكنزي هنت على موقع Soccerway.com (الإنجليزية)
- ماكنزي هنت على موقع عالم كرة القدم.نت (الإنجليزية)
- ماكنزي هنت على موقع GSA (الإنجليزية)